# Utrikesflyg
Med utrikesflyg räknas inom kommersiell luftfart civilflyg där starten och ankomsten sker i olika länder.

## Historik
Den första internationella flygturen gjordes den 7 januari 1785 då Jean-Pierre Blanchard och John Jeffries flög över Engelska kanalen i en luftballong. Det tog sedan 124 år innan det första föremålet tyngre än luften kunde användas för att återupprepa: Louis Blériot korsade Engelska kanalen den 7 januari 1909 , och vann ett pris från Daily mail på £1 000. Det kommersiella utrikesflyget tog sedan fart efter första världskriget, med flygplan och luftskepp. För att underlätta utrikesflyg infördes Chicagokonventionen 1947, som innehöll "flygets friheter", principer om rättigheter att flyga över och till andra länder än flygbolagets eget.

### Fotnoter
1. ↑  ”International flight”. WordNet Search 3.0. http://wordnetweb.princeton.edu/perl/webwn?s=international+flight&sub=Search+WordNet&o2=&o0=1&o8=1&o1=1&o7=&o5=&o9=&o6=&o3=&o4=&h=100. Läst 21 september 2014.
2. ↑  ”Boston's first aeronaut”. The New York Times. 10 juli 1885. http://select.nytimes.com/gst/abstract.html?res=F30716FE3E5B10738DDDA90994DF405B8584F0D3. Läst 21 september 2014.
3. ↑  ”Blériot Tells of his Flight”. The New York Times. 26 juli 1909. http://query.nytimes.com/mem/archive-free/pdf?_r=1&res=9907E2DE1F31E733A25755C2A9619C946897D6CF. Läst 21 september 2014.
4. ↑  ”The New 'Daily Mail' Prizes”. Flight 5 (223):  sid. 393. 5 april 1913. http://www.flightglobal.com/pdfarchive/view/1913/1913%20-%200387.html.